# Franz Nopcsa
Baron Franz Nopcsa von Felső-Szilvás (také Baron Nopcsa von Felsö-Szilvás, Baron Nopcsa, Ferenc Nopcsa, Nopcsa Ferenc, Baron Franz Nopcsa, a Franz Baron Nopcsa) (3. května 1877 – 25. dubna 1933) byl původem maďarský aristokrat, dobrodruh, akademik a paleontolog. Dnes je považován za jednoho ze zakladatelů vědního oboru paleobiologie a studií o Albánii (tzn. albanologie).

## Význam
Nopcsa proslul zejména svým dobrodružným a nebezpečným životem (například jako rakouský špion za první světové války), svojí aspirací na albánský trůn a především svým novátorským přístupem ke zkoumání dinosauřích fosílií. Jako jeden z prvních se snažil přemýšlet o dinosaurech jako o živých zvířatech (o jejich etologii a fyziologii), nikoliv jen jako o kolekci fosilních kostí. Během času přišel s řadou nových teorií, které byly v dané době nové a téměř geniální (například jako první rozpoznával pohlavní dimorfismus v utváření lebečních hřebenů hadrosauridů). Zkoumal také jako první známou faunu trpasličích dinosaurů z ostrova Haţeg na území dnešního Rumunska (župa Hunedoara).

## Soukromý život
Nopcsa na sklonku života trpěl silnými depresemi, vinou politických událostí v poválečné Evropě přišel o většinu svého majetku a nakonec spáchal v roce 1933 sebevraždu (když ještě předtím zavraždil svého homosexuálního partnera Bajazida Dodu). Jako jeden z prvních motoristů také procestoval velkou část Itálie na motorce.